# Rosenbad
Rosenbad – zespół pałacowy znajdujący się w stolicy Szwecji Sztokholmie nad kanałem Strömmen. Siedziba szwedzkiego rządu oraz prywatne biuro premiera.
Projektantami tych gmachów byli trzej wybitni architekci XIX wieku. Pałac w stylu weneckim przy Strömgatan, autorstwa Ferdynanda Boberga, powstał jako ostatni w 1904 roku. Były w nim niegdyś prywatne mieszkania, bank i popularna restauracja. Gustaw Wickman zaprojektował secesyjny gmach z różowego piaskowca na rogu Fredsgatan i Drottninggatan. W 1900 roku wprowadził się tam Skåne Bank. Budowla w stylu florenckim przy Fredsgatan, zwrócona fasadą ku Rödbodtorget pochodzi z 1903 roku. Jej projektantem był Aron Johansson.
Nazwa Rosenbad pochodzi od dawnego, XVII-wiecznego budynku łaźni, gdzie goście mogli wziąć kąpiel o zapachu lilii, rumianku lub róż.